# 도미닉 레인스
도미닉 레인스(Dominic Rains, 1982년 3월 1일 ~ )는 이란의 배우, 텔레비전 배우이다.
테헤란에서 태어났다.

## 방송
- 시카고 메드 시즌5
- 플래쉬 포워드
- 제너럴 호스피털